# Arhuaco
Pour les articles homonymes, voir Ika.
L'arhuaco ou l'ika est une langue amérindienne appartenant à la filiation des langues chibchanes. Elle est parlée par les Arhuacos, peuple concentré au nord de la Colombie, dans la Sierra Nevada de Santa Marta, massif montagneux de la cordillère des Andes.
Son écriture se décline en alphabet latin.

## Histoire de la langue

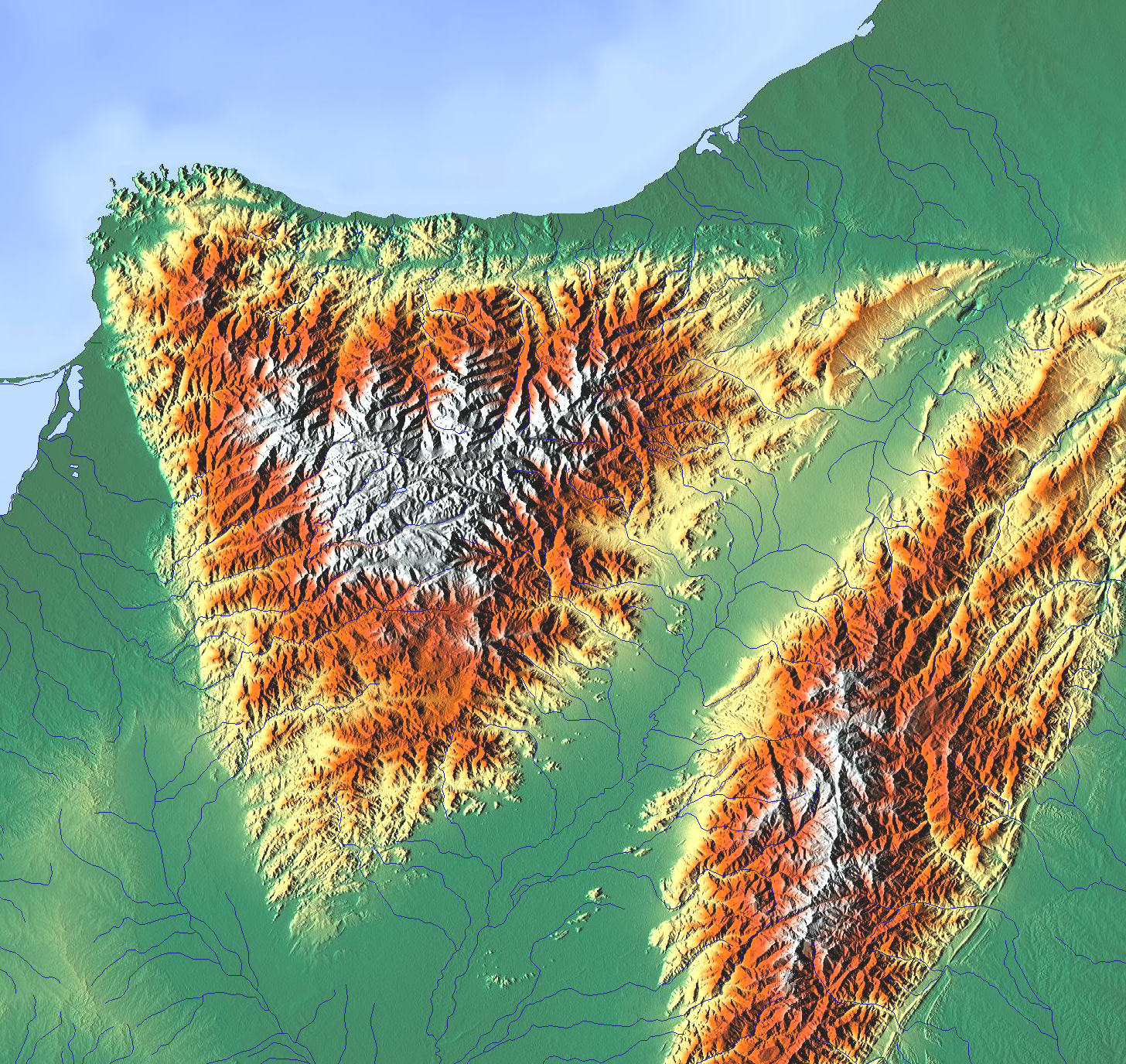
Carte de répartition des Arhuacos dans la Sierra Nevada de Santa Marta.

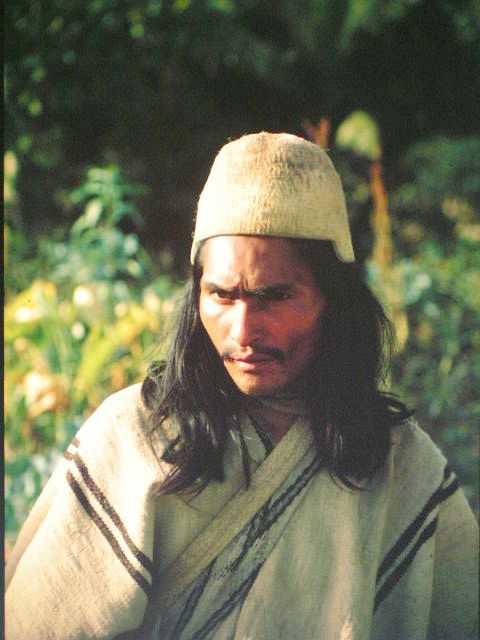
Arhuaco à Nabusimake qui signifie : l'endroit où le Soleil est apparu.

L'arhuaco (ou ika) est la langue parlée par l'ethnie des Arhuacos (outre l'Espagnol), un des peuples descendant des Tayronas, important groupe amérindien précolombien dont les survivants de la conquête espagnole s'enfuirent sur les hauteurs de la Sierra Nevada de Santa Marta.
L'arhuaco appartient à la filiation des langues chibchanes, , famille de langues amérindiennes parlées en Amérique centrale et en Amérique du Sud, notamment en Colombie.
En 1916, les missionnaires capucins s'installent au cœur de la Sierra Nevada de Santa Marta et créent un orphelinat où les enfants, enlevés à leurs parents, sont placés et demeurent jusqu'à l'âge de dix-huit ans. Ils ne peuvent donc apprendre la langue arhuaco, l'espagnol étant la seule langue qui leur est enseignée.
En 1975, les enseignants arhuacos fixent en dix points leur position sur la culture et la langue autochtones, ainsi que sur le contenu des programmes.
En 1980, les Arhuacos expulsent de leur territoire les missionnaires capucins qui font peser de graves menaces sur leur langue et sur leur religion.

## Documentation
L'UNESCO publie en 1955 The International Registor of current team research in the social sciences. Il s'agit d'une étude des dialectes arhuacos de la Sierra Nevada de Santa Marta. Cette étude a pour objet de préparer une grammaire comparée des langues chibchanes parlées dans cette région de la Colombie.  
Jon Landaburu, linguiste et philosophe, né en 1943 à Paris, décrit, en 1983, le système verbal en arhuaco (ou ika) du groupe chibcha : les temps primitifs, les temps composés, le statut des formes négatives, les modes et les aspects.

## Locuteurs
Selon la publication, en 1985, de Paul Frank, , 14 800 locuteurs de l'arhuaco sont dénombrés dans la Sierra Nevada de Santa Marta. Beaucoup d'entre eux ont une culture traditionnelle très forte et sont monolingues, ne s'exprimant que dans leur langue maternelle, l'arhuaco. Un petit nombre d'Arhuacos sont alphabétisés en espagnol, principalement les hommes. Les jeunes Arhuacos d'âge scolaire emploient plus l'espagnol que les adultes, spécialement sous la forme écrite.

## Spécificités

### Classification du langage
La classification de l'arhuaco s'établit dans les branches suivantes : chibchane, chibchane de l'est, colombienne, colombienne du nord, arhuacane, arhuacane du sud, arhuacane de l'est.
Ce langage est aussi appelé : aruaco, bintucua, bintuk, bintukua, ica, ijca, ika, ike.

### Typologie
La structure des phrases est de type SOV : sujet - objet - verbe.
Son écriture se décline en alphabet latin.

## Écriture
| a | b | ch | d | e | g | i | j | ɉ | k | m | n | o | p | r | s | t | u | ʉ | w | y | z | ꞌ |

## Phonologie

### Voyelles
|         | Antérieure | Centrale | Postérieure |
| Ouverte | i ‹ i ›    | ɨ ‹ ʉ ›  | u ‹ u ›     |
| Moyenne | e ‹ e ›    | ə ‹ y ›  | o ‹ o ›     |
| Fermée  |            | a ‹ a ›  |             |

### Consonnes
|                    | Labiale | Dentale   | Palatale  | Vélaire | Glottale |
| Occlusive (sourde) | p       | t         | tʃ ‹ ch › | k       | ʔ ‹ ꞌ ›  |
| Occlusive (sonore) | b       | d         | dʒ ‹ ɉ ›  | ɡ       |          |
| Nasale             | m       | n~ŋ ‹ n › |           |         |          |
| Fricative (sourde) |         | s         |           |         | h ‹ j ›  |
| Fricative (sonore) | β ‹ w › | z         | ʒ ‹ zh ›  |         |          |
| Vibrante           |         | ɾ ‹ r ›   |           |         |          |